# FK Real Lískovec
Fotbalový klub Real Sokol Lískovec, z.s. je český fotbalový klub z Frýdku-Místku. Klub byl založen v roce 1961. Na konci sezony 2014/15 po pětiletém působení v Divizi E vedení klubu oznámilo, že v příštím ročníku klub již působit nebude a přihlásí se do Okresního přeboru Frýdecko-Místecka. Od sezony 2019/20 klub nastupuje v I.B třídě Moravskoslezského kraje, skupina D.

## Umístění v jednotlivých sezonách
Stručný přehled
- 2000–2001: I. B třída Slezské župy – sk. B
- 2001–2002: bez soutěže
- 2002–2004: I. B třída Moravskoslezského kraje – sk. C
- 2004–2007: I. B třída Moravskoslezského kraje – sk. B
- 2007–2010: Přebor Moravskoslezského kraje
- 2010–2015: Divize E
- 2015–2016: Okresní přebor Frýdecko-Místecka
- 2016–2018: Okresní soutěž Frýdecko-Místecka
- 2018–2019: Okresní přebor Frýdecko-Místecka
- 2019–2022: I.B třída Moravskoslezského kraje, sk. D
- 2022–2024: I.B třída Moravskoslezského kraje, sk. C
- 2024–: I. A třída Moravskoslezského kraje – sk. B

Jednotlivé ročníky
Legenda: Z - zápasy, V - výhry, R - remízy, P - porážky, VG - vstřelené góly, OG - obdržené góly, +/- - rozdíl skóre, B - body, červené podbarvení - sestup, zelené podbarvení - postup, fialové podbarvení - reorganizace, změna skupiny či soutěže
| Česko (2000 – ) |                                            |        |    |    |   |    |     |    |     |    |        |
| Sezóny          | Liga                                       | Úroveň | Z  | V  | R | P  | VG  | OG | +/- | B  | Pozice |
| 2000/01         | I. B třída Slezské župy – sk. B            | 7      | 26 | 10 | 8 | 8  | 49  | 40 | +9  | 38 | 7.     |
| ...             |                                            |        |    |    |   |    |     |    |     |    |        |
| 2002/03         | I. B třída Moravskoslezského kraje – sk. C | 7      | 26 | 15 | 4 | 7  | 56  | 38 | +18 | 49 | 3.     |
| 2003/04         | I. B třída Moravskoslezského kraje – sk. C | 7      | 24 | 12 | 3 | 9  | 50  | 52 | −2  | 39 | 5.     |
| 2004/05         | I. B třída Moravskoslezského kraje – sk. B | 7      | 26 | 16 | 4 | 6  | 70  | 45 | +25 | 52 | 1.     |
| 2005/06         | I. A třída Moravskoslezského kraje – sk. B | 6      | 26 | 7  | 8 | 11 | 39  | 46 | −7  | 29 | 9.     |
| 2006/07         | I. A třída Moravskoslezského kraje – sk. B | 6      | 26 | 19 | 5 | 2  | 61  | 27 | +34 | 62 | 1.     |
| 2007/08         | Přebor Moravskoslezského kraje             | 5      | 30 | 14 | 3 | 13 | 71  | 72 | −1  | 45 | 7.     |
| 2008/09         | Přebor Moravskoslezského kraje             | 5      | 30 | 8  | 6 | 16 | 58  | 74 | −16 | 30 | 13.    |
| 2009/10         | Přebor Moravskoslezského kraje             | 5      | 30 | 24 | 3 | 3  | 97  | 28 | +69 | 75 | 1.     |
| 2010/11         | Divize E                                   | 4      | 28 | 12 | 2 | 14 | 48  | 48 | 0   | 38 | 8.     |
| 2011/12         | Divize E                                   | 4      | 30 | 11 | 6 | 13 | 46  | 47 | −1  | 39 | 8.     |
| 2012/13         | Divize E                                   | 4      | 30 | 10 | 8 | 12 | 34  | 36 | −2  | 38 | 13.    |
| 2013/14         | Divize E                                   | 4      | 30 | 15 | 8 | 7  | 60  | 38 | +22 | 53 | 1.     |
| 2014/15         | Divize E                                   | 4      | 30 | 9  | 4 | 17 | 37  | 68 | −31 | 31 | 14.    |
| 2015/16         | Okresní přebor Frýdecko-Místecka           | 8      | 26 | 10 | 2 | 14 | 74  | 81 | −7  | 32 | 13.    |
| 2016/17         | Okresní soutěž Frýdecko-Místecka           | 9      | 28 | 9  | 7 | 12 | 60  | 75 | −15 | 34 | 5.     |
| 2017/18         | Okresní soutěž Frýdecko-Místecka           | 9      | 24 | 21 | 2 | 1  | 104 | 26 | +78 | 65 | 1.     |
| 2018/19         | Okresní přebor Frýdecko-Místecka           | 8      | 22 | 16 | 1 | 5  | 91  | 37 | +54 | 49 | 1.     |
| ** 2019/20      | I.B třída Moravskoslezského kraje, sk. D   | 7      | 13 | 5  | 2 | 6  | 35  | 25 | +10 | 17 | 9.     |
| ** 2020/21      | I.B třída Moravskoslezského kraje, sk. D   | 7      | 7  | 4  | 2 | 1  | 14  | 7  | +7  | 14 | 4.     |
| 2021/22         | I.B třída Moravskoslezského kraje, sk. D   | 7      | 24 | 11 | 2 | 11 | 58  | 44 | +14 | 35 | 7.     |
| 2022/23         | I.B třída Moravskoslezského kraje, sk. C   | 7      | 26 | 12 | 2 | 12 | 79  | 63 | +16 | 38 | 7.     |
| 2023/24         | I.B třída Moravskoslezského kraje, sk. C   | 7      | 26 | 19 | 2 | 5  | 98  | 40 | +58 | 59 | 1.     |
| 2024/25         | I. A třída Moravskoslezského kraje – sk. B | 6      | 26 | 10 | 5 | 11 | 51  | 56 | −5  | 35 | 7.     |

Poznámky:
- 2013/14: Sokol Lískovec postup do MSFL (3. nejvyšší soutěž) odmítl, místo něho postoupila opavská rezerva.
- 2019/20 a 2020/21: Tyto sezony byly předčasně ukončeny z důvodu pandemie covidu-19 v Česku.